# 유전학적 검사법
유전학적 검사법(遺傳學的檢査法, 영어: genetic screen)은 돌연변이를 일으킨 집단에서 관심이 있는 표현형을 가진 개체를 식별하고 선별해 내는데 사용하는 실험적인 기술이다. 그러므로 유전학적 검사법은 표현형 스크린(phenotypic screen)의 한 형태이다.
유전학적 검사법은 유전자 기능뿐 만 아니라 분자단위의 사건까지 기저에 있는 생물학적 과정이나 경로에 대한 중요한 정보를 제공할 수 있다.
게놈 프로젝트가 많은 다양한 생물에서 광범위한 유전자 목록에 대해 밝혔지만, 유전학적 검사법은 그 유전자들의 기능에 대해 소중한 통찰을 제공할 수 있다.

## 기본 검사법(Basic Screening)
순유전학 (順遺傳學, Forward genetics, forward genetic screen)은 개체의 특별한 표현형을 책임지는 유전자 또는 유전자 집단을 알고자 할 때 쓰이는 접근법이다.
역유전학(逆遺傳學, reverse genetics, reverse genetic screen)은 반면에, 알고 있는 유전자를 파괴한 이후 개체의 표현형을 분석한다.
짧게 말해, 포워드 유전학은 표현형을 가지고 시작해서 책임지는 유전자를 확인하는 반면, 역유전학은 알고있는 유전자에서 시작해서 그것을 파괴했을 때 그 결과로 생기는 표현형을 통해 효과를 분석하는 것이다.
전방향과 역방향 유전학 검사법 모두 유전자의 기능을 알아내는 것이다.
성공적인 전방향 유전학적 검사법은 종종 두 개의 중요 요소를 가진다.
첫 번째는 사용하는 개체의 알려진 유전자 배경지식이고, 두 번째는 관심있는 돌연변이를 확인할 때 간단하지만 일정한 실험적 절차를 이용하는 것이다.
알려져 있는 유전적 배경지식은 연구자가 돌연변이 개체에서 영향을 받은 유전자를 알아차리고 위치를 찾아내는 것을 매우 효과적으로 가능하게 한다.
간소화된 스크리닝 방법은 다수의 개체를 스크린이 가능하도록 하며, 이에 따라 관심이 있는 돌연변이를 생성하고 확인할 가능성을 높여주기 때문에 이롭다.
자연적인 대립유전자 돌연변이는 드물기 때문에, 스크리닝 이전에 유전학자는 종종 알려진 돌연변이 유발 요인(mutagen)에 노출시켜 개체 집단에 돌연변이를 일으킨다. 이런 돌연변이 유발요인으로는 화학 물질이나 방사선이 있으며, 그것 때문에 염색체 돌연변이의 빈도가 높아진다.
몇몇 생물체에서 돌연변이 유발 요인은 포화도 검사법(saturation screen)을 하는데 유용할 수 있다.
포화도 검사법(saturation screen)은 한 생물체나 종에서의 특정 표현형과 관련된 모든 유전자를 밝히는데 사용된다.
스크린은 새로운 유전자/유전자 돌연변이가 발견되지 않을 때까지 하나의 생물학적 과정의 돌연변이 지도제작(mapping mutants)을 통해 이루어진다.
뉘슬라인폴하르트(Christiane Nüsslein-Volhard)와 에릭 위샤우스(Eric Wieschaus)가 처음으로 이런 유형의 스크리닝 과정을 수행한 사람들이다.

## 변형 검사법들(Screening variations)
많은 스크리닝의 변형이 관심있는 돌연변이 표현형을 이끌어 내는 유전자를 명확히 하기 위해 고안되었다.

### 인핸서(Enhancer)
인핸서 스크린(enhancer screen)은 알고있는 유전자 돌연변이에서 관심이 있는 과정상에 영향을 받은 돌연변이 개체에서 시작된다.
스크린은 그 이후 생물학적 혹은 생리학적 과정에서 역할을 하는 추가적인 유전자나 유전자 돌연변이를 알아내기 위해 사용된다.
유전적 인핸서 스크린은 이미 돌연변이인 개체에서 관심있는 표현형을 향상시키는 돌연변이를 확인한다.
더블 뮤턴트(인핸서와 원래의 돌연변이 배경을 가진 개체)의 표현형은 싱글 뮤턴트 표현형 어느 것 보다도 두드러진다.
증강(인핸스먼트, enhancement)은 두 돌연변이 각자 단독으로 기대되는 표현형을 뛰어넘어야 한다. 그래서 각각의 돌연변이는 다른 것에 있어 인핸서(enhancer)로 생각될 수도 있다.
인핸서 돌연변이를 분리하는 것은 상호작용 하는 유전자들이나 관련된 다른 것들과 과도하게 반응하는 유전자를 확인하는 결과를 이끌어낼 수도 있다.

### 억제(Suppressor)
억제 스크린(suppressor screen)은 원래의 돌연변이 표현형을 완화하거나 원래로 되돌리는 억제 돌연변이(suppressor mutation)를 확인하는데 사용된다.
억제 돌연변이는 원래의 돌연변이의 표현형을 억제시키면서 연구하는 돌연변이와는 구별되는 염색체의 장소에 일으키는 두 번째 돌연변이로 설명된다.
만약 돌연변이가 원래 돌연변이와 같은 유전자에 있다면 이는 유전자내 억제로 불리고, 반면에 돌연변이가 다른 유전자에 위치하면 유전자외 억제 또는 유전자간 억제로 불린다.

### 온도 감수성(Temperature sensitive)
온도감수성 (돌연변이) 스크린은 온도를 바꾸어 돌연변이 표현형을 향상시키는 것을 수반한다.
저온에서 자란 세포 집단은 일반적인 표현형을 가질 것이다. 하지만, 특정 유전자의 돌연변이는 고온에서 불안정 하도록 만들 수 있다.
초파리에서 온도 감수성 스크린은 예를 들자면, 파리 사육장 안에서 몇몇 파리가 기절할 때까지 온도를 올리고, 그 이후에 출입문을 열어 다른 것들이 탈출하도록 한다.
스크린에서 걸러진 개체들은 관심있는 표현형과 관련된 다른 버전의 유전자를 가지고 있을 수 있다.
이런 유형의 스크린에서 알 수 있는 대립 형질의 장점은 돌연변이의 표현형이 조건적이며 단순한 온도의 상승만으로 활성화 된다는 것이다.
이러한 유전자에서 삭제돌연변이는 배아에 치명적일 수 있으며 그러한 돌연변이들은 기본적인 스크린에서 지나쳐질지도 모른다.
온도 감수성 스크린 중 유명한 것은 하트웰(Leland Hartwell)에 의한 S. cerevisiae 에서 세포 주기에 결손이 있는 돌연변이를 확인하는 것과  폴 너스(Paul Nurse)가 S. pombe 에서 세포 주기에 결손이 있는 돌연변이를 확인한 것이 있다. 두 실험은 독립적으로 이루어졌다.

## 돌연변이 지도 제작(Mapping mutants)
고전적 유전학적인 접근에 따라, 연구자는 이 염색체에서 유전자의 위치를 나타내는 작업(유전자 지도제작)을 할 수 있다. 이는 다른 특징을 가진 개체와의 잡종교배를 통해 얼마나 자주 두 가지 특징이 함께 유전되는지에 대해 통계치를 얻어서 이루어진다.
고전적인 유전학자들은 표현형 특징을 새로운 돌연변이 대립 유전자의 지도제작에 이용했을 것이다. 모델 시스템에서의 게놈 서열의 출현과 함께, 많은 단일 염기 다형성 (single nucleotide polymorphisms, SNPs)이 확인되었고, 이는 지도제작을 하는데 특성들로 이용할 수 있다. 알려진 모델 시스템 게놈 서열들로는 노랑 초파리 (Drosophila melanogaster), 애기장대 (Arabidopsis thaliana) 과 예쁜 꼬마선충(C. elegans) 등이 있다.
단일 염기 다형성(SNPs)은 지도제작에 있어 선호되는 특징이다. 왜냐하면 이는 다른 종류의 유기체 사이에서 약 1000 염기쌍 당 하나의 차이가 있을 정도로, 매우 빈번히 발생하기 때문이다,
형질전환(transformation)에 의한 무작위 DNA 삽입이나 활성 전이인자(active transposon)와 같은 돌연변이 유발 요인(Mutagen)은 새로운 돌연변이를 만들어 내는데 이용할 수 있다.
이러한 기술들은 유전자를 빠르게 인식하는 것을 가능케 하는 알려진 분자 (DNA) 마커와 함께
새로운 대립유전자에 태깅하는데 이점이 있다.

## 위치추적 클로닝(Positional cloning)
위치추적 클로닝은 한 유전자 안에서 대략적인 염색체의 위치가 알려진 경우 특정 표현형에 대한 유전자를 확인하는 방법이다.  이 위치는 후보 영역(candidate region)이라 한다.
처음에 캔디데이트 영역은 연관분석(linkage analysis)과 같은 기술을 이용해서 밝힐 수 있다.
위치추적 클로닝은 일반적으로 부분적으로 오버래핑(overlapping) DNA 조각의 분리가 연관된다. 이 DNA 조각은 유전자 도서관(genomic library)에서 염색체를 따라서 특정 유전자 쪽으로 진행한다.
위치추적 클로닝의 과정 중에, 연구자는 현재 고려중인 DNA 조각이 유전자의 일부인지를 판단해야 한다.
이 목적을 위해 사용된 테스트는 종 간의 잡종형성(cross-species hybridization), 메틸화 되지 않은 CpG 섬(CpG islands), 엑손 트래핑(exon trapping), 직접 cDNA 선택, DNA 시퀀스의 컴퓨터 분석, 영향받은 개체의 돌연변이 스크린, 그리고 유전자 발현의 테스트 등이 있다.
유전적 다형성(polymorphisms) 지역이 알려진 게놈에서, 위치추적 클로닝은 돌연변이가 옆에 있는 다형성을 확인하는 것을 포함한다.
이 과정에는 이미 알려진 점진적으로 클론되고 시퀀스된 유전자 마커가 가깝게 위치한 DNA 조각이 필요하며, 새로운 클론 대립 형질 유전자 가까이 가야한다.
이 과정은 더듬기식 염색체 탐색법 (또는 염색체 워킹 (chromosome walking)) 이라 알려진 로커스 (locus)의 콘틱 맵 (contig map)을 생성한다.
인간 게놈 프로젝트와 같은 게놈 시퀀싱 프로젝트의 완성과 함께, 현대 위치추적 클로닝은 게놈 시퀀스 데이터베이스로부터 바로 기성품 콘틱을 사용할 수 있다.
각각의 새로운 DNA 클론에서 다형성은 돌연변이 표현형과 재조합 빈도를 비교하여 지도제작 집단에서 테스트하고 확인된다.
DNA 클론이 돌연변이 대립 유전자 위치에 혹은 그 가까이에 있으면, 재조합 빈도는 0에 가까워야 한다.
염색체 워킹이 돌연변이 대립 유전자를 통해 지나가면, 새로운 다형성은 나타나기 시작하고 재조합 빈도는 돌연변이 표현형과 비교해 증가할 것이다.
지도제작 집단의 사이즈에 따라, 돌연변이 대립 유전자는 작은 지역으로 좁힐 수 있다(<30 Kb).
그 지역에서의 표현형의 차이를 일으키는 DNA 돌연변이 장소를 찾아내기 위해 야생형(wild type)과 돌연변이(mutant) DNA 사이의 시퀀스 비교가 필요하다
현재 위치추적 클로닝은 게놈 시퀀스 프로젝트로부터 직접 정보를 얻을 수 있으며, 후보 영역(candidate region)의 자료를 통해 유전자를 분석해서 정보를 얻을 수도 있다.
후보지역에 잠재적인 질병 유전자는 그러면 우전적으로 처리되고, 잠재적으로 관련 업무량을 줄일 수 있다.
질병 표현형과 발현되는 패턴이 일치하는 유전자들, (추정상의) 기능과 관련된 표현형을 보이는 경우, 표현형과 연결된 다른 유전자와 상동인 경우 등의 모든 경우는 우선적인 후보가 된다.
이런 방법의 위치추적 클로닝 기술의 일반화는 또한 위치추적 유전자 발견법(positional gene discovery)이라고도 불린다.
위치추적 클로닝은 편향되지 않은 방법으로 질병 유전자를 분리하는 효과적인 방법이며, 이 방법은 듀켄씨근이영양증(Duchenne muscular dystrophy), 헌팅턴 병(Huntington’s disease) 그리고 낭성 섬유증(Cystic fibrosis)의 질병 유전자를 확인하는데 사용되었다.
하지만,  만약 질병이 유전자좌 이형성(locus heterogeneity)을 가지는 경우 분석법은 복잡해진다.